# 最上駅
最上駅（もがみえき）は、山形県最上郡最上町大字向町にある、東日本旅客鉄道（JR東日本）陸羽東線の駅である。

## 歴史
- 1916年（大正5年）8月1日：羽前向町駅（うぜんむかいまちえき）として開業[4][5]。
- 1980年（昭和55年）8月1日：貨物の取り扱いを廃止[4]。
- 1983年（昭和58年）
  - 4月1日：業務委託駅となる[6]。
  - 6月17日：合築駅舎（現駅舎）落成式を挙行。駅業務は5月20日から開始[7]。
- 1984年（昭和59年）2月1日：荷物の扱いを廃止[4]。
- 1987年（昭和62年）4月1日：国鉄分割民営化により、JR東日本の駅となる[4]。
- 1999年（平成11年）12月4日：最上駅に改称[6][1]。
- 2016年（平成28年）4月1日：無人化[1]。
- 2017年（平成29年）10月2日：簡易委託化[1]。
- 2024年（令和6年）10月1日：えきねっとQチケのサービスを開始[2][8]。

## 駅構造
島式ホーム1面2線を有する地上駅である。公民館を併設したコンクリート製の駅舎がある。駅舎とホームは新庄方の構内踏切で連絡している。
かつては業務委託駅（JR東日本東北総合サービス委託）であったが、2016年（平成28年）4月に一旦無人駅となったのち、2017年（平成29年）10月から最上町役場職員による窓口での切符販売が再開され、簡易委託駅となった。新庄統括センター（新庄駅）が当駅を管理している。
待合室には2020年（令和2年）3月に閉校した最上町立赤倉小学校で使用されていたピアノが設置されている。

### のりば
| 番線 | 路線      | 方向 | 行先         |
| ---- | --------- | ---- | ------------ |
| 1    | ■陸羽東線 | 上り | 鳴子温泉方面 |
| 2    | ■陸羽東線 | 下り | 新庄方面     |

- 1番線が本線の構造で、新庄方・小牛田方ともに場内・出発信号機があり、折り返し運転が可能。2番線は下り列車専用の副本線。

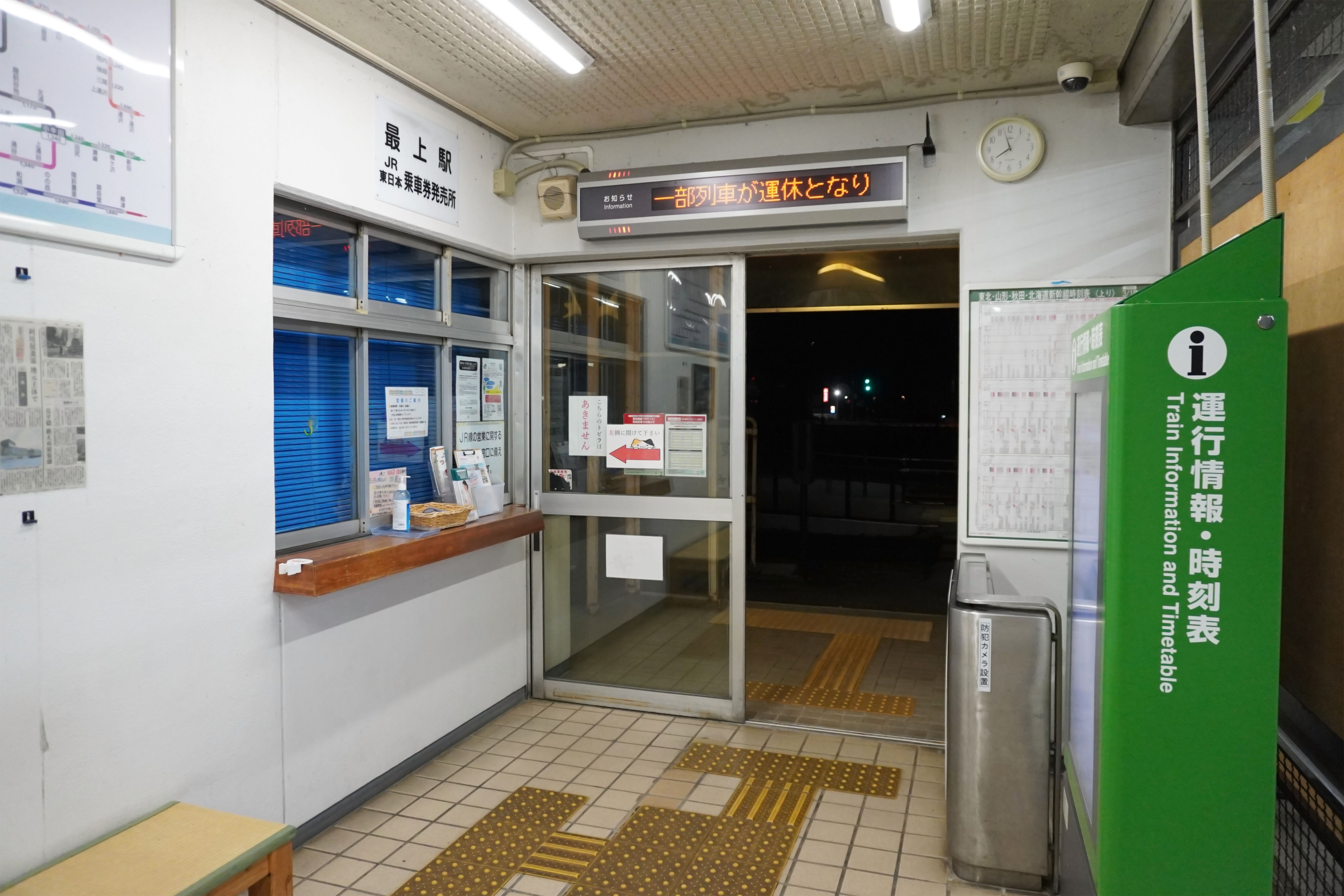
改札口（2023年7月）
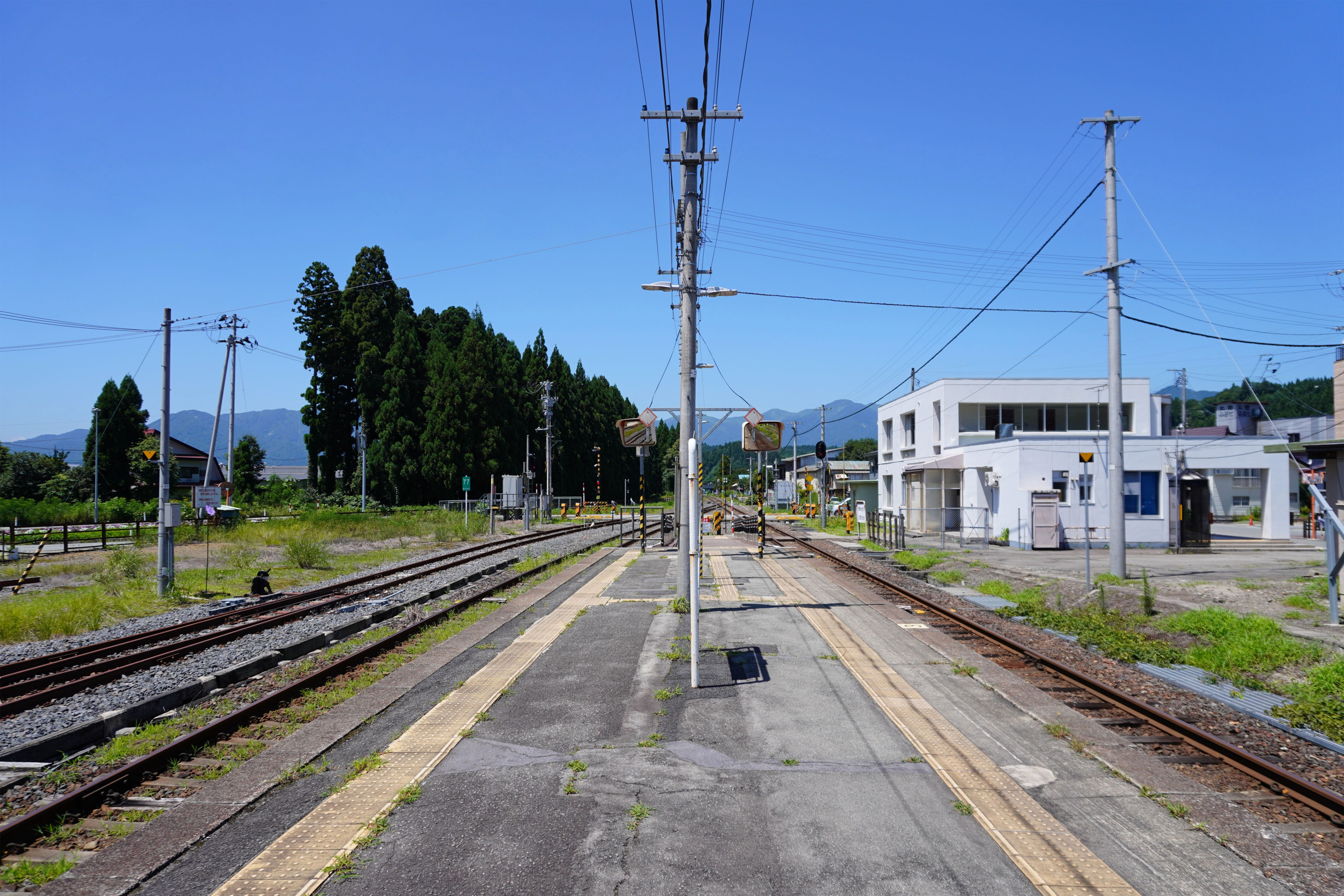
ホーム（2023年7月）
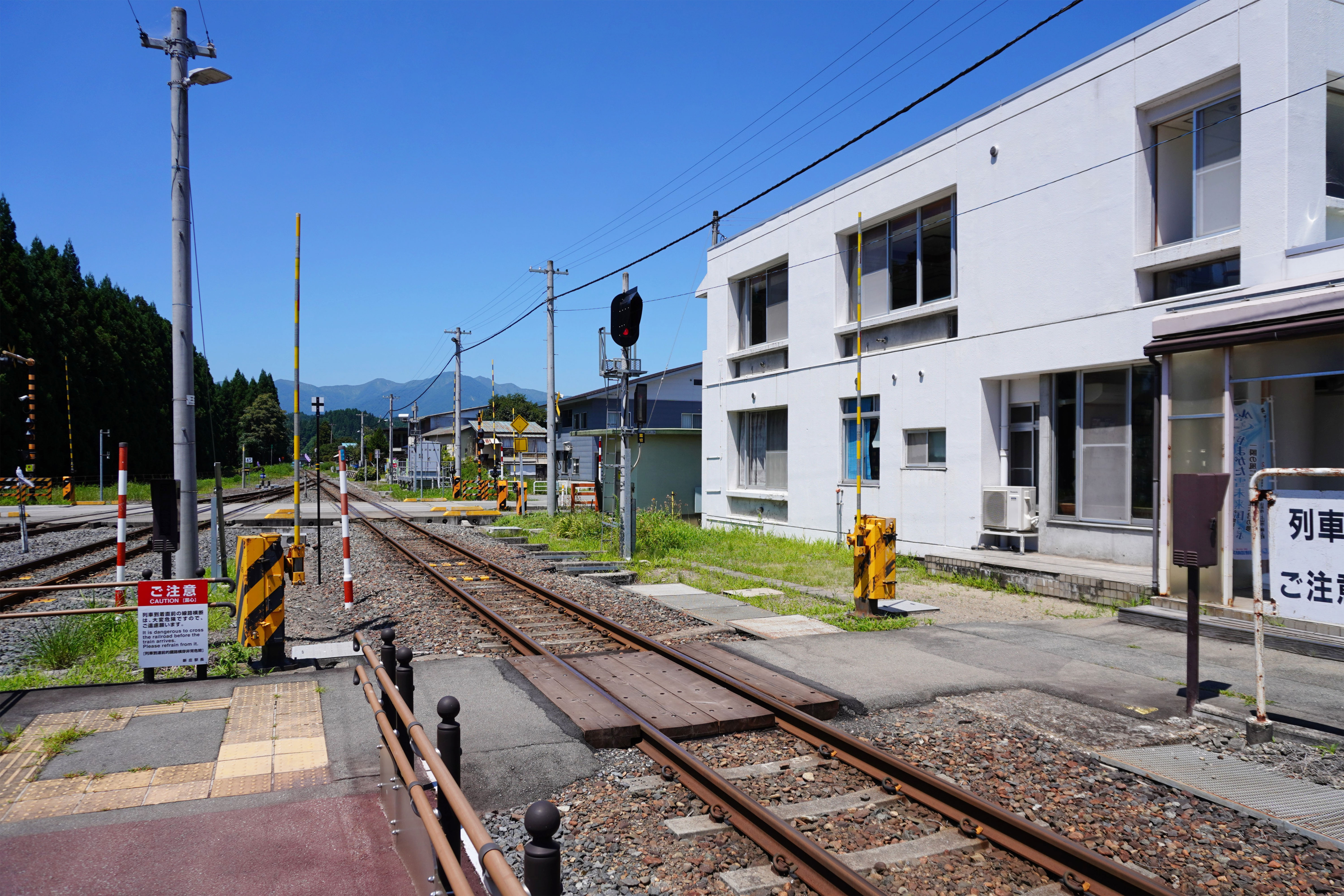
構内踏切（2023年7月）

## 利用状況
JR東日本によると、2023年度（令和5年度）の1日平均乗車人員は83人である。
2000年度（平成12年度）以降の推移は以下のとおりである。なお、2015年度（平成27年度）および2016年度（平成28年度）の統計は公表されていない。
| 1日平均乗車人員推移 | 1日平均乗車人員推移 | 1日平均乗車人員推移 | 1日平均乗車人員推移 | 1日平均乗車人員推移 |
| 年度                | 定期外              | 定期                | 合計                | 出典                |
| ------------------- | ------------------- | ------------------- | ------------------- | ------------------- |
| 2000年（平成12年）  |                     |                     | 342                 | [ 利用客数 2 ]      |
| 2001年（平成13年）  |                     |                     | 318                 | [ 利用客数 3 ]      |
| 2002年（平成14年）  |                     |                     | 292                 | [ 利用客数 4 ]      |
| 2003年（平成15年）  |                     |                     | 283                 | [ 利用客数 5 ]      |
| 2004年（平成16年）  |                     |                     | 287                 | [ 利用客数 6 ]      |
| 2005年（平成17年）  |                     |                     | 259                 | [ 利用客数 7 ]      |
| 2006年（平成18年）  |                     |                     | 223                 | [ 利用客数 8 ]      |
| 2007年（平成19年）  |                     |                     | 217                 | [ 利用客数 9 ]      |
| 2008年（平成20年）  |                     |                     | 208                 | [ 利用客数 10 ]     |
| 2009年（平成21年）  |                     |                     | 195                 | [ 利用客数 11 ]     |
| 2010年（平成22年）  |                     |                     | 174                 | [ 利用客数 12 ]     |
| 2011年（平成23年）  |                     |                     | 171                 | [ 利用客数 13 ]     |
| 2012年（平成24年）  | 27                  | 160                 | 187                 | [ 利用客数 14 ]     |
| 2013年（平成25年）  | 28                  | 176                 | 204                 | [ 利用客数 15 ]     |
| 2014年（平成26年）  | 28                  | 169                 | 198                 | [ 利用客数 16 ]     |
| 2015年（平成27年）  | 非公表              | 非公表              | 非公表              |                     |
| 2016年（平成28年）  | 非公表              | 非公表              | 非公表              |                     |
| 2017年（平成29年）  | 20                  | 142                 | 162                 | [ 利用客数 17 ]     |
| 2018年（平成30年）  | 13                  | 130                 | 143                 | [ 利用客数 18 ]     |
| 2019年（令和元年）  | 13                  | 126                 | 139                 | [ 利用客数 19 ]     |
| 2020年（令和02年）  | 8                   | 112                 | 121                 | [ 利用客数 20 ]     |
| 2021年（令和03年）  | 8                   | 106                 | 115                 | [ 利用客数 21 ]     |
| 2022年（令和04年）  | 8                   | 89                  | 97                  | [ 利用客数 22 ]     |
| 2023年（令和05年）  | 8                   | 75                  | 83                  | [ 利用客数 1 ]      |

## 駅周辺

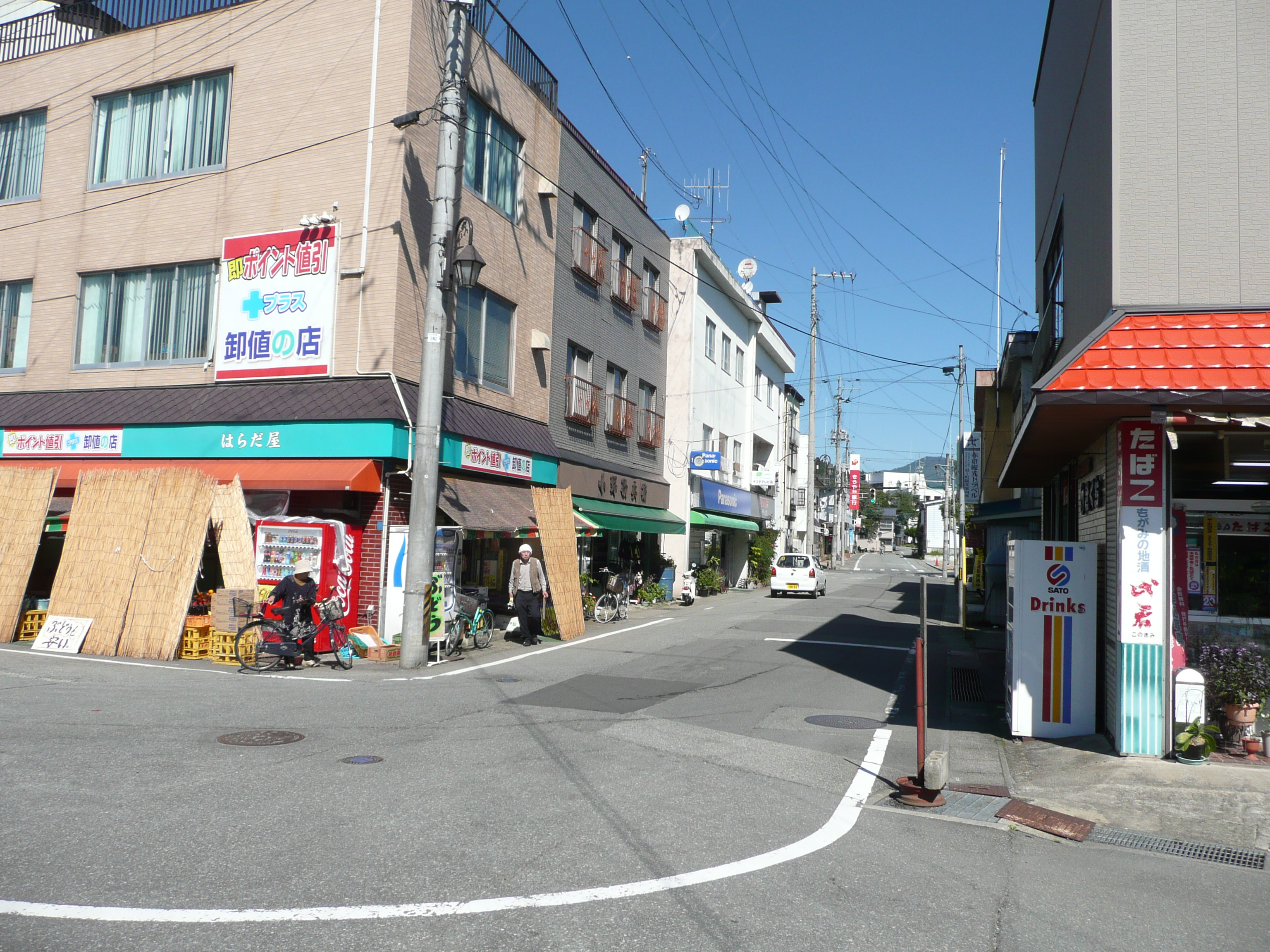
駅前

駅周辺は住宅や商店が立ち並んでいる。スーパーのような規模の大きな商店もある。
- 国道47号
- 最上町役場
- 最上郵便局
- 絹出川
- 最上町立最上中学校
- 最上町立最上病院
- 新庄警察署最上町駐在所
- きらやか銀行最上町支店
- 荘内銀行もがみ町支店

## 隣の駅
東日本旅客鉄道（JR東日本）
■陸羽東線
- 臨時快速「湯けむり号」停車駅

立小路駅 - 最上駅 - 大堀駅

### 記事本文
1. 1 2 3 4 5 6  「陸羽東線が間もなく百周年を迎えます」『広報もがみ』第799巻、山形県最上町総務課まちづくり推進室、2017年10月、4面。2025年7月28日閲覧。
2. 1 2 3 4  「駅の情報（最上駅）：JR東日本」東日本旅客鉄道。2024年8月28日時点のオリジナルよりアーカイブ。2024年9月20日閲覧。
3. 1 2 3 4 5  『週刊 JR全駅・全車両基地』 56号 新庄駅・気仙沼駅・鳴子温泉駅ほか80駅、朝日新聞出版〈週刊朝日百科〉、2013年9月15日、20頁。
4. 1 2 3 4 5  石野哲 編『停車場変遷大事典 国鉄・JR編』 II（初版）、JTB、1998年10月1日、571頁。ISBN 978-4-533-02980-6。
5. ↑  交建設計・駅研グループ、1996、『駅のはなし 明治から平成まで』改訂初版、成山堂書店 ISBN 4-425-76032-8 p. 209
6. 1 2  「山形県の鉄道輸送 (PDF)」『山形県』山形県鉄道利用・整備強化促進期成同盟会、2024年6月、59–60頁。2025年4月8日閲覧。
7. ↑  読売新聞 1983年6月18日山形読売
8. ↑  「Suicaエリア外もチケットレスで! 東北エリアから「えきねっとQチケ」がはじまります (PDF)」（プレスリリース）、東日本旅客鉄道、2024年7月11日。2024年8月11日閲覧。
9. ↑  「駅ピアノ奏でる絆 閉校小学校から最上駅に」『朝日新聞』2021年4月21日。2021年4月27日閲覧。
10. 1 2  「JR東日本：駅構内図・バリアフリー情報（最上駅）」東日本旅客鉄道。2024年9月20日閲覧。

### 利用状況
1. 1 2  「各駅の乗車人員 2023年度 101位以下（8）| 企業サイト：JR東日本」東日本旅客鉄道。2025年7月28日閲覧。
2. ↑  「JR東日本：各駅の乗車人員（2000年度）」東日本旅客鉄道。2025年7月28日閲覧。
3. ↑  「JR東日本：各駅の乗車人員（2001年度）」東日本旅客鉄道。2025年7月28日閲覧。
4. ↑  「JR東日本：各駅の乗車人員（2002年度）」東日本旅客鉄道。2025年7月28日閲覧。
5. ↑  「JR東日本：各駅の乗車人員（2003年度）」東日本旅客鉄道。2025年7月28日閲覧。
6. ↑  「JR東日本：各駅の乗車人員（2004年度）」東日本旅客鉄道。2025年7月28日閲覧。
7. ↑  「JR東日本：各駅の乗車人員（2005年度）」東日本旅客鉄道。2025年7月28日閲覧。
8. ↑  「JR東日本：各駅の乗車人員（2006年度）」東日本旅客鉄道。2025年7月28日閲覧。
9. ↑  「JR東日本：各駅の乗車人員（2007年度）」東日本旅客鉄道。2025年7月28日閲覧。
10. ↑  「JR東日本：各駅の乗車人員（2008年度）」東日本旅客鉄道。2025年7月28日閲覧。
11. ↑  「JR東日本：各駅の乗車人員（2009年度）」東日本旅客鉄道。2025年7月28日閲覧。
12. ↑  「JR東日本：各駅の乗車人員（2010年度）」東日本旅客鉄道。2025年7月28日閲覧。
13. ↑  「JR東日本：各駅の乗車人員（2011年度）」東日本旅客鉄道。2025年7月28日閲覧。
14. ↑  「JR東日本：各駅の乗車人員（2012年度）」東日本旅客鉄道。2025年7月28日閲覧。
15. ↑  「各駅の乗車人員 2013年度 ベスト100以外（8）：JR東日本」東日本旅客鉄道。2025年7月28日閲覧。
16. ↑  「各駅の乗車人員 2014年度 ベスト100以外（8）：JR東日本」東日本旅客鉄道。2025年7月28日閲覧。
17. ↑  「各駅の乗車人員 2017年度 ベスト100以外（8）：JR東日本」東日本旅客鉄道。2025年7月28日閲覧。
18. ↑  「各駅の乗車人員 2018年度 ベスト100以外（8）：JR東日本」東日本旅客鉄道。2025年7月28日閲覧。
19. ↑  「各駅の乗車人員 2019年度 ベスト100以外（8）：JR東日本」東日本旅客鉄道。2025年7月28日閲覧。
20. ↑  「各駅の乗車人員 2020年度 101位以下（8）| 企業サイト：JR東日本」東日本旅客鉄道。2025年7月28日閲覧。
21. ↑  「各駅の乗車人員 2021年度 101位以下（8）| 企業サイト：JR東日本」東日本旅客鉄道。2025年7月28日閲覧。
22. ↑  「各駅の乗車人員 2022年度 101位以下（8）| 企業サイト：JR東日本」東日本旅客鉄道。2025年7月28日閲覧。